# Azara (Argentina)

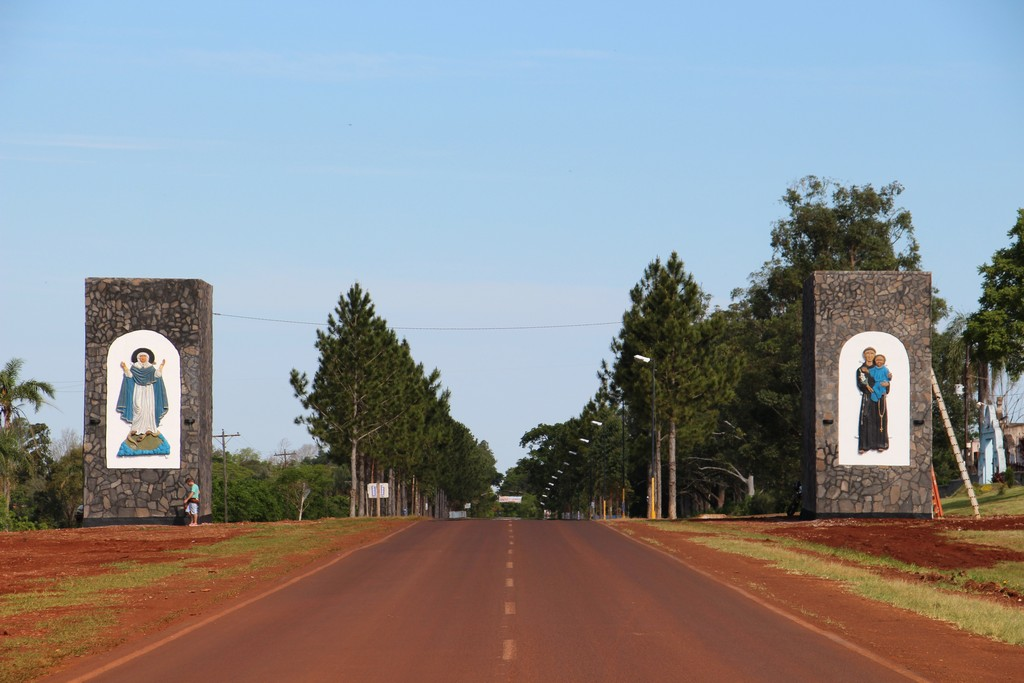
Acceso de la localidad de Azara.

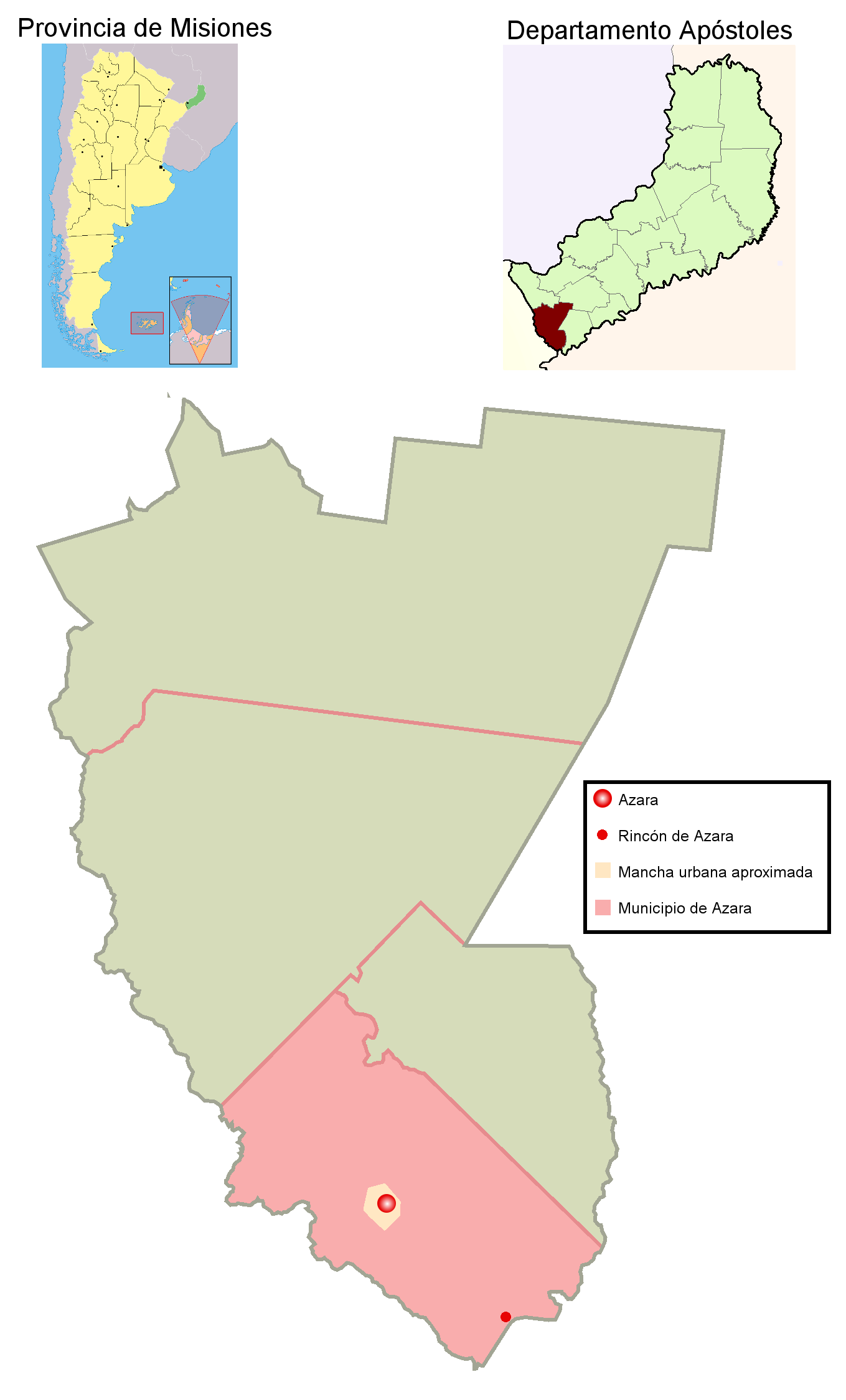
Municipio y localidad de Azara en la Provincia de Misiones; el punto pequeño representa la localidad de Rincón de Azara.

Azara es una localidad argentina de la provincia de Misiones. Considerada una colonia agrícola, tiene aproximadamente 230 km² (23.000 ha). Su principal acceso lo constituye la ruta provincial 1, que la comunica al norte (por asfalto) con la ciudad de Apóstoles y al sur (por tierra) con Rincón de Azara (también conocido como Puerto Azara), un pequeño núcleo urbano situado en la orilla del río Uruguay. La  ruta provincial 2, con trabajos de asfaltado terminados en 2023, la comunica al este con Tres Capones y Concepción de la Sierra, y al sudoeste con las localidades correntinas de Garruchos y Santo Tomé (en la provincia de Corrientes, la ruta se denomina ruta Provincial N.º 94 y está asfaltada.
El municipio está situado en el departamento Apóstoles; limita con los municipios de Apóstoles y Tres Capones del mismo departamento, con el de Concepción de la Sierra del departamento Concepción y con la provincia de Corrientes.
El municipio cuenta con una población de 3.484 habitantes, según el censo del año 2010 (INDEC).

## Toponimia
Debe su nombre al célebre naturalista, geógrafo y marino español Don Félix de Azara, nacido en 1754, que siendo lugarteniente del Marqués de Avilés y Virrey del Río de La Plata, recorrió y estudió la región mesopotámica argentina y el Paraguay entre los años 1781 y 1801; quince años después de la expulsión de los jesuitas.

## Características geográficas
Considerada una colonia agrícola, tiene aproximadamente 230 km² (23.000 ha). Se encuentra en una zona de campo debido a que carece de selva. En las márgenes de ríos y arroyos hay bosques "en galería", así como algunos mogotes a los que en portugués se suele llamar capones, y que son bosquecillos bajos no muy extensos.
La zona de campo está formada por pastizales duros tipo espartillo, zonas de bañados y lomadas suaves con algunas pendientes más o menos abruptas. En lo edafológico sus suelos son lateríticos (tierra roja), aptos para la ganadería, la agricultura, huerta, y producción de yerba mate y té.

## Reseña histórica
En el sitio donde hoy se encuentra asentada Azara se hallaba un establecimiento ganadero creado por los jesuitas (en el siglo XVII) denominado "puesto" San Antonio dependiente de la "vaquería" de Yapeyú. Luego de la expulsión de los jesuitas la zona fue saqueada por los bandeirantes paulistas, quedando las reducciones jesuíticas y sus estancias abandonadas.
Hacia el año 1800 hubo un intento de colonización por parte de José Avilés e Iturbe, marqués de Avilés, virrey, gobernador y capitán general del Río de La Plata y contó con la colaboración de  Félix de Azara y Joaquín de Alós. La colonización fracasó al cesar el virrey en sus funciones a causa de la guerra de España con Portugal. 
Durante la Guerra de la Triple Alianza (1865-1870) pasaron por el sitio las tropas que iban hacia Trincheras de San José (hoy Posadas) y Paraguay. Desde el intento de José Avilés e Iturbe todavía hubo que esperar cien años para que se radicaran los primeros habitantes.

### Los primeros habitantes
Los primeros habitantes de la zona como en toda la provincia fueron los Guaraníes  , quienes habitaron solamente ellos hasta 1870, momento en que llegaron colonos europeos junto con argentinos y paraguayos.
El 26 de agosto de 1897 un grupo de 14 familias (120 personas) provenientes de Galitzia, Austria-Hungría (región hoy repartida entre Polonia y Ucrania), que se dirigían a Estados Unidos deben optar entre regresar a sus pueblos rurales de origen o emprender otro destino por falta de documentación. El cónsul argentino en Trieste les ofrece tierras para colonizar en su país y aceptan. Llegados a La Plata sin previo aviso y no comprendiendo su idioma polaco un funcionario reconoce el idioma y manda a llamar de Buenos Aires al Sr. Szelagowski que les entiende y da la bienvenida.
Otra fuente menciona que era un grupo de 15 familias compuesto por 59 personas, 35 mayores y 24 menores.
Al mencionar las tierras prometidas, este se comunica con su amigo recién nombrado Gobernador del Territorio Nacional de Misiones para que los reciba. Finalizados los contactos las familias emprenden viaje remontando el río Uruguay hasta las cercanías de Garruchos. Luego van hasta Apóstoles donde los recibe el Gobernador Lanusse.
La mayoría se afinca allí aunque un pequeño grupo de colonos, no conformes con la calidad de las tierras, reclama y el gobernador Lanusse les ofrece que busquen el sitio que más les guste y que echen raíces. Así a mediados de agosto de 1900 el grupo encabezado por Andrés Czajkowski y las familias de: Víctor Kitajgroki, Juan Micak, Nicolás Czajkowski, José Czajkowski, Juan Raczkowski, Juan Ostapowicz, Tomás Luty y José Zakowicz emprenden viaje al sur y a unos 20 km encuentran un sitio adecuado. En ese entonces solo quedaban restos de un asentamiento jesuita en tierras que se conocían como la “Estancia Olgin”. Estas nueve familias avisan a Posadas y el gobernador Lanusse solicita a Buenos Aires la creación de un nuevo pueblo. Así por decreto del Poder Ejecutivo Nacional el 21 de julio de 1901 se funda Azara.
Estos colonos provenían de ciudades y pueblos de Europa Oriental muchos de los cuales desaparecieron durante las guerras mundiales o cambiaron de nombre con los sucesivos movimientos de fronteras. Entre estos pueblos se encontraban: Horodenka, Tlumach, Ozeryany, Obertyn, Búchach, Tarnopol, Peremyshlyany, Trembowlia, Kolomýya, Chortkiv, Husiatyn, Skalat, Zalishchyky, Jorostkiv, Borshchiv, Lisko. Dado que en aquel momento Galitzia pertenecía al Imperio austrohúngaro en los registros de migración figuran como austríacos.

### La vida en los primeros años
Los comienzos fueron duros, ya que los campos estaban degradados o con monte bajo. Con escasos recursos pero animados, apoyándose mutuamente, comenzaron a edificar sus viviendas, alambrar, arar y proveerse del sustento diario. Esas tierras eran parte de la estancia de un tal Granné, de Corrientes, que luego pasó a manos del señor Olgín. A los primeros colonos les afligía la falta de un sacerdote que viviera entre ellos. Para asistir a Misa u otra diligencia espiritual debían ir hasta Apóstoles, a 23 km de distancia. Muchos hacían ese recorrido a pie.
Estas familias escriben a sus parientes en Europa y el 1901 llega un contingente de 138 familias y en 1902 otro de 1600 personas. Así se inicia una rápida colonización de Misiones y la creación de poblado tras poblado a medida que llegaban familias de polacos, rutenos, alemanes, rusos, entre otros atraídos por la posibilidad de poseer tierras para explotar sin tener que ser siervos de algún señor.

### El primer cura párroco
El 29 de octubre de 1903 llega a Apóstoles el padre José Bayerlein Marianski, como colaborador del párroco Uladislao Reinke Zakrzewski. Este fomenta a la construcción de una capilla, un asilo, escuela, caminos, puentes y un medio de comunicación social. Así el 16 de noviembre de 1924 se edita el primer periódico del Territorio Nacional de Misiones denominado Oredownik (procurador polaco) bajo la dirección (hasta 1931) del padre Marianski y la edición e impresión de Juan Czajkowski. Entre 1931 a 1950 el periódico ya bajo la dirección de Juan Czajkowski se traslada a la ciudad de Posadas donde continúa su función social, y cultural. Esto es relatado en la biografía del Padre Marianski bajo el título de Un Soldado del Evangelio escrita por Juan Czajkowski su gran colaborador laico.

## El riesgo de su desaparición
La ciudad de Azara se encuentra aguas arriba de la gran Represa de Garabí (1800 MW) proyectada sobre el río Uruguay y que cuenta con prefactibilidad técnica por parte de los gobiernos de Brasil y Argentina. En función de la potencia final que se acuerde implicará la cota del lago artificial que se genere. Esto implica que la ciudad de Azara podría quedar anegada. Para esto se encargó al Ente Binacional Yaciretá trabajar en el sistema de protección costera más el tratamiento del paisaje y servicios adicionales. Dado el severo impacto ambiental que se causaría se busca que las medidas de mitigación y compensación sean importantes.
Es tan evidente el riesgo de desaparición de la tercera ciudad en importancia histórica de la Provincia de Misiones después de Posadas y Apóstoles que en los nuevos mapas ni siquiera se la incluye. Solo aparecen Apóstoles y Concepción.
El daño ambiental podría ser enorme ya que al haberse deforestado casi toda la selva subtropical en Paraguay, Brasil y Argentina (en este caso Misiones) se perderán especies naturales en riesgo de extinción. Dado que el proyecto se encuentra en fase de planeamiento no se puede aseverar el tipo y alcance de daño ambiental. Dado que el proyecto puede resultar agresivo es que se está analizando la toma de decisiones a fin de que el impacto ambiental, social y económico sea lo menor posible.
Si existen alternativas menos agresivas para el ambiente y para el hábitat humano hay que preguntarse si Brasil y Argentina tomarán la decisión correcta.

## Parroquias de la Iglesia católica en Azara
| Diócesis  | Posadas              |
| --------- | -------------------- |
| Parroquia | San Antonio de Padua |